# Mastophora hutchinsoni
Mastophora hutchinsoni là một loài nhện trong họ Araneidae.
Loài này thuộc chi Mastophora. Mastophora hutchinsoni được Willis J. Gertsch miêu tả năm 1955.